# Simon Greul
Simon Greul (Stuttgart, 13 de abril de 1981) es un extenista alemán.

## Carrera
Su mejor temporada fue la del año 2006. Allí alcanzó los octavos de final del Masters de Miami luego de derrotar a Paradorn Srichaphan, Dominik Hrbaty y Tim Henman. En octubre de ese año alcanzó su mejor ranking ATP al llegar al puesto Nº75.
Logró 16 títulos de la categoría ATP Challenger Series, 13 en la modalidad individuales y los 3 restantes en dobles.

## Títulos; 16 (13 + 3)
| Leyenda                        | Individuales | Dobles |
| ------------------------------ | ------------ | ------ |
| Grand Slam (tenis)\|Grand Slam | 0            | 0      |
| ATP World Tour Finals          | 0            | 0      |
| ATP World Tour Masters 1000    | 0            | 0      |
| ATP World Tour 500 Series      | 0            | 0      |
| ATP World Tour 250 Series      | 0            | 0      |
| ATP Challenger Series          | 13           | 3      |

### Individuales
| N.º | Fecha                    | Torneo                      | Superficie    | Oponentes en la final | Resultado        |
| --- | ------------------------ | --------------------------- | ------------- | --------------------- | ---------------- |
| 1.  | 03.09.2001               | Challenger de Aschaffenburg | Tierra batida | Martin Verkerk        | 7-6, 6-2         |
| 2.  | 27.01.2003               | Challenger de Dallas        | Dura (i)      | Justin Gimelstob      | 6-3, 7-6         |
| 3.  | 04.07.2005               | Challenger de Oberstaufen   | Tierra batida | Albert Portas         | 7–5, 6–2         |
| 4.  | 08.05.2006               | Challenger de Dresde        | Tierra batida | Janko Tipsarević      | 7–6, 6–2         |
| 5.  | 29.05.2006               | Challenger de Ettlingen     | Tierra batida | Michael Berrer        | 6–4, 6–3         |
| 6.  | 03.07.2006               | Challenger de Pozoblanco    | Carpeta       | Kevin Kim             | 6–7, 6–1, 7–6    |
| 7.  | 18.06.2007               | Challenger de Almaty (1)    | Tierra batida | Daniel Brands         | 6–4, 6–2         |
| 8.  | 25.06.2007               | Challenger de Almaty (2)    | Tierra batida | Woong-Sun Jun         | 6–3, 6–2         |
| 9.  | 25 de agosto de 2008     | Challenger de Freudenstadt  | Tierra batida | Matthias Bachinger    | 6–3, 6-4         |
| 10. | 1 de septiembre de 2008  | Challenger de Alphen        | Tierra batida | Iván Navarro Pastor   | 6-4, 6-3.        |
| 11. | 14 de septiembre de 2009 | Challenger de Todi          | Tierra batida | Adrian Ungur          | 2-6, 6-1, 7-6(6) |
| 12. | 11.06.2011               | Challenger de Košice        | Tierra batida | Victor Crivoi         | 6–2, 6–1         |
| 13. | 28.10.2012               | Challenger de Porto Alegre  | Tierra batida | Gastão Elias          | 2–6, 7–65, 7–5   |

### Dobles
| N.º | Fecha      | Torneo                 | Superficie | Compañero        | Oponentes en la final              | Resultado         |
| --- | ---------- | ---------------------- | ---------- | ---------------- | ---------------------------------- | ----------------- |
| 1.  | 08.06.2003 | Challenger de Fürth    | Tierra     | Denis Gremelmayr | Tomas Behrend Karsten Braasch      | 6-3, 1-6, 7-65    |
| 2.  | 19.04.2009 | Challenger de Roma (1) | Tierra     | Alessandro Motti | Daniele Bracciali Filippo Volandri | 6-4, 7-5          |
| 3.  | 26.04.2009 | Challenger de Roma (2) | Tierra     | Christopher Kas  | Johan Brunström Jean-Julien Rojer  | 4-6, 7-62, [10-2] |

#### Finalista en dobles (Torneos ATP)
| N.º | Fecha      | Torneo                     | Superficie | Pareja       | Oponentes en la final             | Resultado |
| --- | ---------- | -------------------------- | ---------- | ------------ | --------------------------------- | --------- |
| 1.  | 21.02.2010 | Challenger de Buenos Aires | Tierra     | Peter Luczak | Sebastián Prieto Horacio Zeballos | 6-74, 3-6 |

#### Clasificación en torneos del Grand Slam
| Torneo               | 2011 | 2010 | 2009 | 2008 | 2007 | 2006 | Títulos |
| -------------------- | ---- | ---- | ---- | ---- | ---- | ---- | ------- |
| Abierto de Australia | 1R   | 1R   | -    | -    | 1R   | -    | 0       |
| Roland Garros        |      | 1R   | 1R   | 1R   | -    | -    | 0       |
| Wimbledon            |      | 1R   | 2R   | -    | -    | 1R   | 0       |
| US Open              |      | 1R   | 2R   | -    | -    | 1R   | 0       |